# Жоел Перейра
Жоел Дініш Каштру Перейра (порт. Joel Dinis Castro Pereira; нар. 28 червня 1996, Ле-Локль, Швейцарія) — португальський та швейцарський футболіст, воротар англійського клубу «Редінг»

## Клубна кар'єра
Вихованець швейцарського клубу «Ксамакс». 2012 року перейшов до академії англійського клубу «Манчестер Юнайтед». У сезоні 2014/15 разом з командою виграв молодіжний чемпіонат Англії. 13 серпня 2015 року продовжив контракт з «червоними дияволами».
17 жовтня 2015 року був відданий в оренду в «Рочдейл» строком на один місяць. 10 листопада дебютував за нову команду в поєдинку проти «Моркама» за Трофей Футбольної ліги. Завдяки блискучому дебюту — гравець відбив пенальті й провів матч на нуль — «Рочдейл» умовив «Манчестер Юнайтед» продовжити оренду до 3 січня 2016 року. 21 листопада голкіпер дебютував у першій англійській лізі поєдинком проти «Донкастер Роверз», знову відстоявши на нуль. Всього в сезоні за «Рочдейл» провів шість поєдинків.
25 лютого 2016 року вперше потрапив в заявку «Манчестера» на матч Ліги Європи проти данського «Мидтьюлланна». На полі не з'являвся.
31 серпня 2016 року відправився в оренду в португальський клуб «Белененсеш» до закінчення сезону 2016/17. У січні 2017 року він був відкликаний з оренди та повернувся в «Манчестер Юнайтед». 29 січня 2017 року воротар дебютував в основному складі «червоних дияволів», замінивши Серхіо Ромеро в матчі Кубка Англії проти «Віган Атлетік».

## Кар'єра в збірній
Був гравцем юнацьких збірних Швейцарії до 15, 16 та 17 років.
У 2012 році змінив футбольне громадянство на португальське. Був другим воротарем у всіх португальських юнацьких та молодіжних командах.
14 липня 2016 року стало відомо, що Перейра поїде на літні Олімпійські ігри 2016 року в складі збірної Португалії, проте на турнірі був дублером Бруну Варели, тому на поле не виходив.

## Досягнення
- Переможець Ліги Європи УЄФА: 2016–17